# 布呂克內冰川
67°18′S 67°0′W / 67.300°S 67.000°W
布呂克內冰川是南極洲的冰川，位於葛拉漢地的盧貝海岸，流經阿羅史密斯半島，最終在拉勒曼德港西南部注入穆勒冰架，由英國探險隊繪入地圖，以德國冰川學家命名。